# إدو برونر
إدو برونر (بالهولندية: Edo Brunner)‏ هو مذيع ومقدم تلفزيوني وممثل هولندي، ولد في 11 أكتوبر 1970.

## وصلات خارجية
- إدو برونر على موقع IMDb (الإنجليزية)
- إدو برونر على موقع أول موفي (الإنجليزية)
- إدو برونر على موقع قاعدة بيانات الفيلم (الإنجليزية)
- إدو برونر على موقع كينوبويسك (الروسية)